# Orde de Montesa
L'Orde de Montesa, oficialment Orde Militar de Santa Maria de Montesa, fou un orde militar fundat el segle xiv, actiu com a orde religiós fins mitjan segle XIX.

## Fundació

Creu primitiva de l'Ordre, usada fins 1399

Va ser fundada pel rei Jaume el Just com a orde militar religiosa de la Corona d'Aragó aprovada pel papa Joan XXII el 10 de juny de 1317, per integrar els béns provinents de les desaparegudes ordes de l'Hospital de Sant Joan i del Temple. El rei Jaume els va cedir com a centre principal el castell de Montesa, a la comarca de la Costera.
Però les dificultats no van ser poques. Segons la butlla de fundació era al mestre de Calatrava a qui corresponia la creació del nou orde i l'armar cavallers i fer vestir l'hàbit als cavallers de Montesa. El rei Jaume II havia escrit al mestre de Calatrava Garci López de Padilla perquè apressés la seva acció, però aquest, que feia molt poc cas del seu rei natural, que era el de Castella, i moltíssim menys a un altre monarca estrany, com era el d'Aragó, ni es va dignar contestar. El rei es va dirigir al Papa perquè constrenyés el desobedient mestre de Calatrava. El pontífex va passar l'encàrrec a l'arquebisbe de València i a aquest prelat li va succeir exactament el mateix quan va tractar de comunicar-se amb el mestre de Calatrava.
Fart, l'arquebisbe de València va enviar l'abat del monestir de Nostra Senyora de Benifassà, de l'orde del Cister, a Castella a la recerca del mestre de Calatrava. Davant les pretensions del nouvingut, es va negar a acudir a València, al·legant les obligacions per a la custòdia de la frontera que el seu rei li tenia encomanada, però el que bategava en el fons de tot aquell assumpte era que l'Orde de Calatrava no volia cedir les possessions d'Aragó a un altre orde i fins i tot contemplava amb horror la citada fundació de Montesa. Per fi, va cedir, enviant a València un procurador seu.

## Història

Primera creu de l'orde. Es va obtenir permís del Papa Climent VII per a dur-la a l'hàbit dels cavallers el 5 d'agost de 1393.
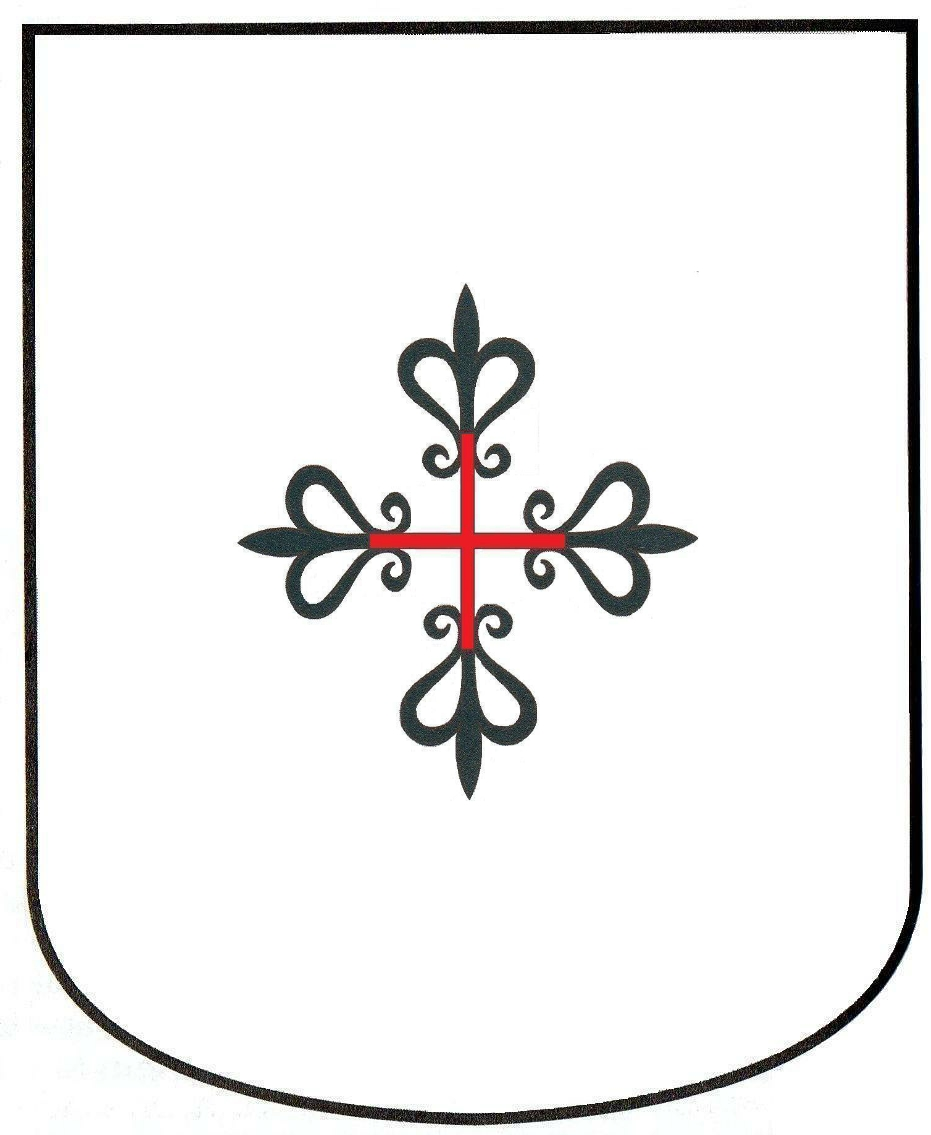
Una altra versió de l'escut de l'orde, que integra la creu de Sant Jordi d'Alfama en vermell
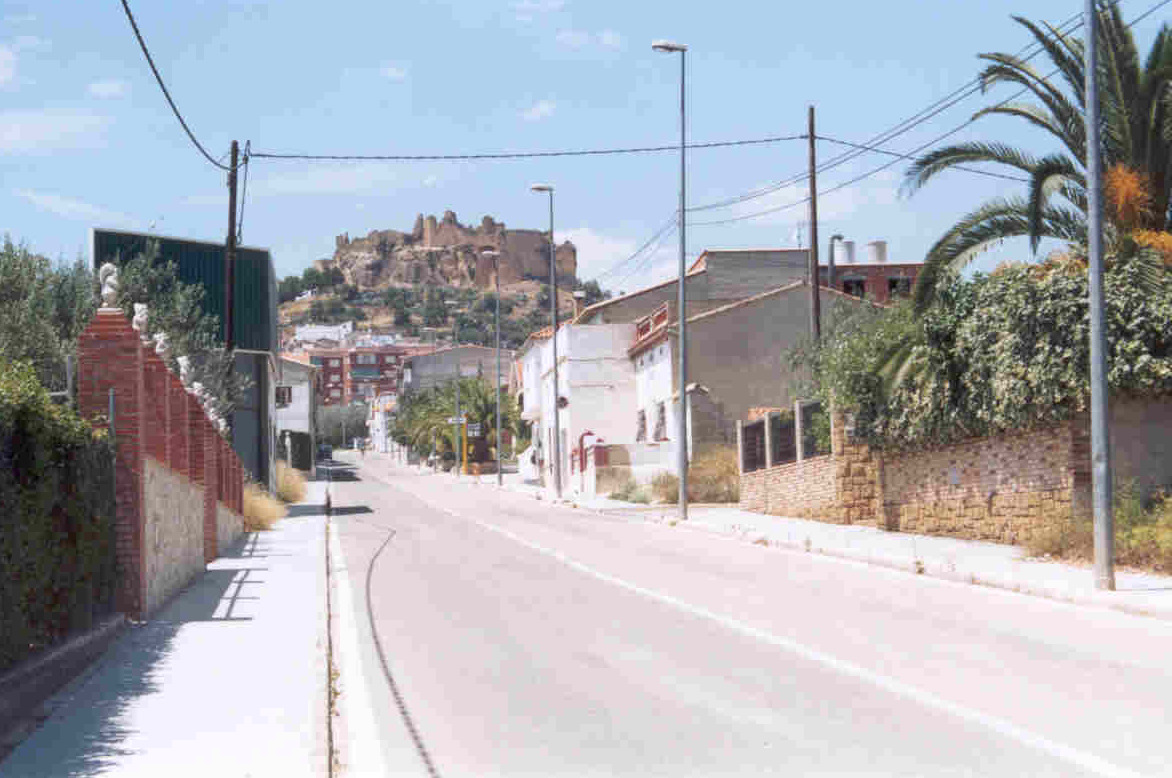
Castell de Montesa, casa mare de l'orde

El primer mestre del nou orde fou Guillem d'Erill, home ja ancià de la noble família catalana dels barons d'Erill, molt experimentat en les arts militars. De totes maneres, durà poc al càrrec perquè morí als setanta dies del seu nomenament.
Succeït per Arnau Soler, hospitaler també i nomenat el 1320, s'assignaren a Montesa definitivament els territoris següents:
- Batllia de Cervera: Cervera, Sant Mateu, Traiguera, la Jana, el Carrascar, Canet, Càlig, Xert, Rossell i la Barcella.
- Batllia de Peníscola: Peníscola, Benicarló, Vinaròs.[4]
- Batllia de Xivert: Alcalà de Xivert, Xivert, Castellnou, Polpís, Alcossebre.
- Batllia d'Ares: Ares.
- Tinença de Culla: Culla, Atzeneta, Benafigos, Benassal, Vistabella, el Molinell, el Boi, la Torre d'en Besora, Vilar de Canes, Corbó.
- Tinença de les Coves: les Coves de Vinromà, Albocàsser, la Salzadella, Tírig, Vilanova d'Alcolea, la Torre d'en Doménec, la Serratella.
- Castella de Vilafamés: Vilafamés, Vall d'Alba.
- Castell d'Onda: Onda, Tales, Artesa.
- Batllia de Moncada: Moncada, Carpesa, Borbotó, Massarrojos.
- Batllia de Sueca: Sueca, Silla, Montroi.
- Convent de Montesa: Montesa, Vallada.
- Castell de Perputxent: vall de Perputxent.
- Rendes aïllades a València, Llíria, Dénia, Ademús, Castielfabib, Borriana, Morella.

L'Orde de Montesa va ajudar militarment els reis de la Corona d'Aragó en diferents ocasions, ja sigui en conflictes interns, com de la Unió de València entre els anys 1347 i 1348, com en expedicions bèl·liques com les de Sardenya.
El 1399 incorporà l'Orde de Sant Jordi d'Alfama, amb centre al castell de Sant Jordi d'Alfama, al Baix Ebre.

## Declivi
Ben aviat, però, els reis van començar a prendre part activa en l'elecció dels mestres. Ja el rei Ferran el Catòlic va imposar el seu nebot Felip d'Aragó i de Navarra com a mestre.
L'últim mestre va ser Pere Lluís Galceran de Borja, escollit als disset anys, qui desenvolupà diversos càrrecs al servei dels reis Felip II i Felip III de Castella. Malgrat tot, el 1575 va caure en desgràcia en ser acusat de sodomia, la qual cosa el va forçar a renunciar al maestrat de Montesa en favor de Felip III. Finalment, el 1587 Sixt V aprovà una butlla per incorporar l'orde a la corona. Des d’aleshores, l’orde de Montesa fou governada pel lloctinent general i l'assessor general, nomenats pel rei. Aquesta situació es mantingué fins a la supressió dels furs valencians el 1707 durant la Guerra de Successió i la mort el 1738 de l'últim assessor general, fra Vicent Monserrat.
El 1748 un terratrèmol va enrunar el castell de Montesa, i els pocs frares supervivents es traslladaren al palau del Temple a la ciutat de València, on el 1770 es construí un nou convent. Amb l'extinció dels senyorius jurisdiccionals el 1837, els béns de l'Orde van anar passant progressivament a mans privades. Des d'aleshores, l'orde religiós va anar desapareixent, de manera que en l'actualitat l'Orde de Montesa és només una corporació nobiliària amb el rei Felip VI com a Mestre-Administrador.

## Mestres de l'Orde

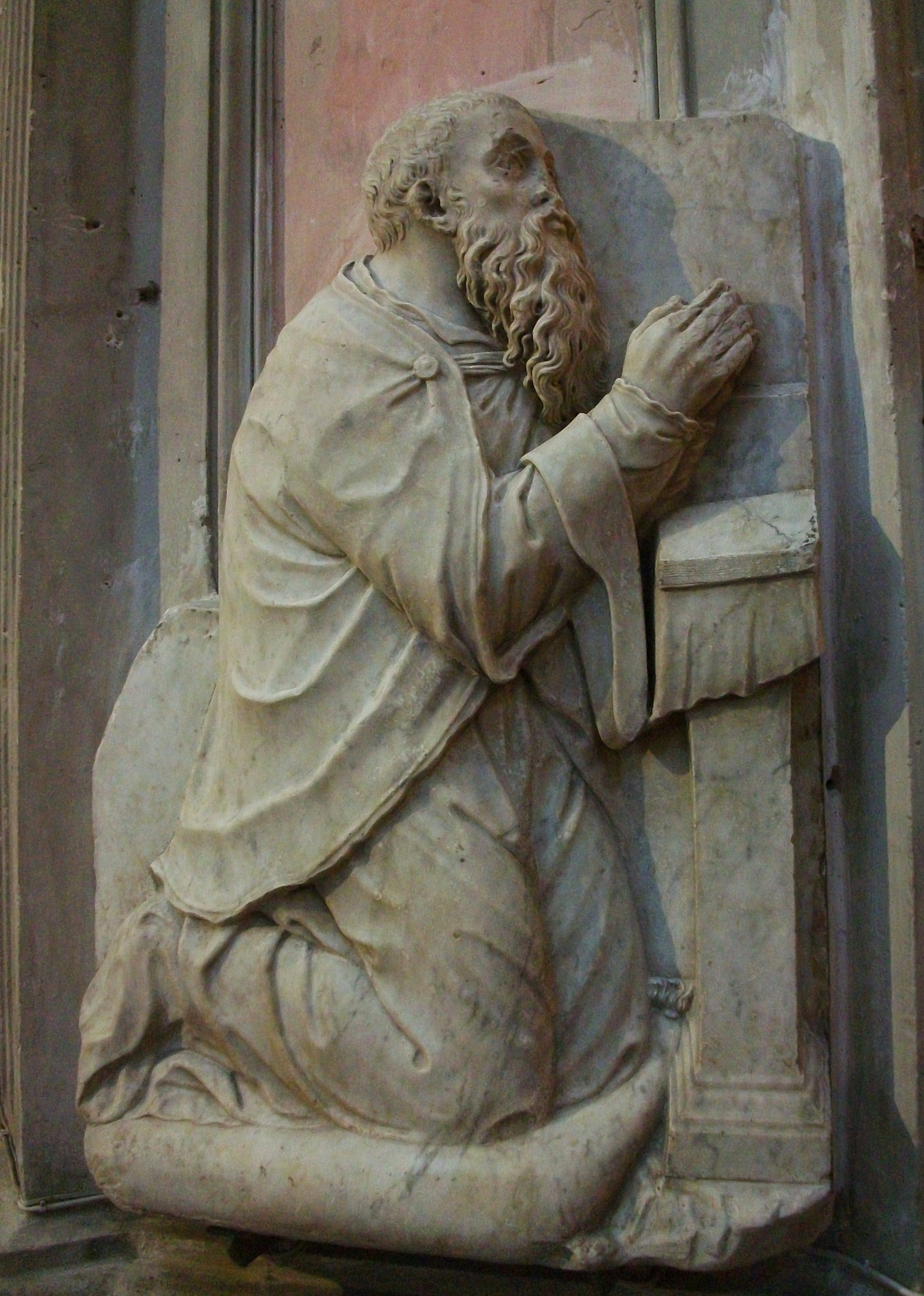
Sepulcre del Mestre Francesc Llançol de Romaní a l'església del Temple de València.

- Guillem d'Erill (1319-1319), primer mestre de l'Orde, de l'Orde de l'Hospital, nomenat per l'abat de Santes Creus.
- Arnau Soler (1319-1327), segon mestre, també hospitaler, inicià les obres del castell-convent de Montesa.
- Pere de Tous (1327-1374)
- Albert de Tous (1374-1382)
- Berenguer Marc (1382-1409)
- Romer de Corbera (1410-1445)
- Gilabert de Monsavin (1445-1453)
- Lluís Despuig (1453-1482)
- Felip Vives de Canyamans i Boïl (1482-1484)
- Felip d'Aragó i Navarra (1484-1488)
- Felip Vives de Canyamans i Boïl (1488-1492)
- Francesc Sanz (1493-1506)
- Francesc Bernat Despuig (1506-1537)
- Francesc Llançol de Romaní (1537-1544)
- Pere Lluís Galceran de Borja (1545-1587), germà de Francesc de Borja fou l'últim mestre de l'orde, cedeix el títol al monarca.
- Felip II, assumí el govern de l'Orde amb el títol d'Administrador Perpetuo, des d'aleshores seran mestres de Montesa els reis espanyols.

## Pervivència en la toponímia
El nom de l'actual comarca històrica del Maestrat, al nord del País Valencià, prové del fet que aquests territoris es trobaren successivament sota la jurisdicció del Gran mestre dels ordes militars del Temple, Sant Joan i Montesa.